# Glaphyropyga venezuelensis
Glaphyropyga venezuelensis är en tvåvingeart som beskrevs av Carrera och Machado-allison 1963. Glaphyropyga venezuelensis ingår i släktet Glaphyropyga och familjen rovflugor.
Artens utbredningsområde är Venezuela. Inga underarter finns listade i Catalogue of Life.